# Atle (Schiff)
Die Atle ist ein schwedischer Eisbrecher.

## Geschichte
Die Atle entstand unter der Baunummer 402 auf der Werft Oy Wärtsilä Ab in Helsinki. Auf Kiel gelegt wurde die Atle am 10. Mai 1973, ehe sie am 27. November 1973 zu Wasser gelassen wurde. Am 21. Oktober 1974 wurde die Atle an den Auftraggeber, den schwedischen Staat, abgeliefert.
Das Schiff fährt unter der Flagge von Schweden. Der Heimathafen ist Norrköping.

## Technik und Ausstattung
Das Schiff erreicht eine Geschwindigkeit von maximal 19,00 kn.
Der Pfahlzug wird mit etwa 190 Tonnen angegeben.

## Schwesterschiffe
Die Atle ist eines von fünf Schwesterschiffen. Die Schwesterschiffe der Atle sind die Ymer, die Frej, die Urho und die Sisu.